# Породы уток
Породы уток — совокупность разновидностей и племенных групп одомашенных уток, созданных человеком от их диких предков — кряквы, а также мускусной утки — путём искусственного отбора.

## Общие сведения
В процессе одомашнивания кряквы и разведения уток человеком были созданы различные породы, характеризующиеся теми или иными признаками анатомического строения, окраски оперения и направлением продуктивности. Однако с переходом к промышленному содержанию и использованию уток наблюдается сужение их породного состава. Так, по сведениям, собранным под эгидой Продовольственной и сельскохозяйственной организации ООН (ФАО) в Глобальном банке данных генетических ресурсов домашних животных, и опубликованным во «Всемирном списке наблюдения за разнообразием домашних животных» (англ. «World Watch List for Domestic Animal Diversity»), в мире насчитывалось 84 породы уток. При этом наиболее разнообразным породный состав уток наблюдался в Азии, но сообщалось о 17 утиных породах, которые были на грани исчезновения. В целях сохранения породного состава уток существовало 16 национальных программ, которые охватывали 19 % утиных пород. Информация о породах уток и других домашних животных собирается для банка данных по всем странам через национальных координаторов и добровольных помощников-специалистов, а «Всемирный список наблюдения за разнообразием домашних животных» трижды обновлялся.
По данным оценки и инвентаризации генетических ресурсов (генофонда) домашней птицы в странах Восточной Европы и бывшего Советского Союза, в 1970-е — 1990-е годы в этом регионе имелось девять пород и разновидностей уток местного происхождения, в том числе восемь были созданы на территории бывшего СССР — в России и на Украине, однако в целом происходило сокращение их поголовья и породного разнообразия:
| Порода (разновидность) | Страна происхождения | Страны распространения         |
| ---------------------- | -------------------- | ------------------------------ |
| Зеркальная             | СССР (Россия)        | Россия                         |
| Кубанская              | СССР (Россия)        | Россия                         |
| Московская белая       | СССР (Россия)        | Россия, Латвия, Литва, Эстония |
| Русская подсадная      | СССР (Россия)        | Россия                         |
| Украинская белая       | СССР (Украина)       | Украина                        |
| Украинская глинистая   | СССР (Украина)       | Украина                        |
| Украинская серая       | СССР (Украина)       | Украина                        |
| Чёрная белогрудая      | СССР (Украина)       | Украина                        |
| Малая бройлерная белая | ЧССР (Словакия)      | Словакия                       |
| Башкирская цветная     | СССР (Россия)        | Россия                         |
| Агидель                | СССР (Россия)        | Россия                         |
| Каюга                  |                      |                                |

## Классификация пород
Породы домашних уток классифицируют в зависимости от направления их продуктивности и делят на:
- мясные — пекинская, украинская серая, чёрная белогрудая, руанская, эйльсбюри[англ.] и др.;
- мясо-яичные или яично-мясные (общепользовательные) — Хаки-кемпбелл, зеркальная, домашние мускусные утки, орпингтон и др.;
- яйценоские — индийские бегуны[8][9].

## Описание пород

### Ранние
Во второй половине XIX столетия, согласно работам Чарлза Дарвина, отличали четыре главных породы уток:
- Простая домашняя утка (Common Domestic Duck), которая в свою очередь распадается на несколько подпород, отличающихся одна от другой цветом, присутствием или отсутствием хохла на голове и отчасти формой тела;
- Крючкоклювая утка (обыкновенно белая) с загнутым книзу клювом и часто с хохлом;
- Криковая[англ.] (болтливая) утка (часто белого цвета) — незначительной величины, с небольшим клювом;
- Пингвинка, или пингвиновая утка (Penguin Duck; более принятое современное название — индийский бегун, Indian Runner), — высоко поднимающая своё тело и вытягивающая прямо кверху шею, отличающаяся, кроме того, коротким клювом, 18-пёрым хвостом, загнутым кверху, и сравнительно более длинной плюсной.

Дарвин описал следующие подпороды простой домашней утки:
- Эйльсбёрийская, или эйльсбюри.
- Руанская.
- Хохлатая (голландская) утка (Tufted (Dutch) Duck).
- Лабрадорская (иначе канадская, буэнос-айресская или ост-индская[англ.]; Labrador (Canadian, Buenos Ayres, или East Indie)).

### Современные
В XX веке в связи с развитием современного промышленного утководства в мире стали использоваться следующие породы:
- Пекинская (Pekin duck) — выведена более 300 лет назад в Китае, в 1873 году завезена в Европу, в настоящее время широко распространена в мире и, будучи высокопродуктивной и одной из лучших мясных пород, вытеснила многие другие породы; оперение белое, сносят за год 100—140 яиц, масса самцов 3,6—4,2 кг, самок 3,4—3,9 кг[11].
- Индийские бегуны — порода выведена на островах Ост-Индии около 2000 лет назад, яичного направления продуктивности (200—250 яиц и более в год), имеет несколько цветных разновидностей и продолжает широко использоваться в странах Юго-Восточной Азии[12][13][14].
- Хаки-кемпбелл (Khaki Campbell) — создана в 1898 году госпожой Адель Кемпбелл в Англии в результате скрещиваний индийских бегунов (нескольких разновидностей) с руанской породой; разводится главным образом в небольших хозяйствах, отличается высокой яйценоскостью — 250—340 яиц в год[15] (по другим сведениям, 180—200 яиц)[16].

### В бывшем СССР и в Российской Федерации
На территории бывшего СССР и современной России разводили и/или разводят в основном следующие породы и породные группы уток:
- Пекинская и кроссы этой породы — в советское время составляли более 90 % поголовья породных уток в колхозах и совхозах[8].
- Зеркальная — породная группа, выведенная в Московской области на основе местных уток и пород хаки-кемпбелл и пекинская, широкого распространения не получили; у самцов и самок на крыльях имеется характерное «зеркальце»[18][19].
- Кубанская — породная группа, созданная в Краснодарском крае с использованием пекинских уток и индийских бегунов; служит резервным генофондом м разводится в частных хозяйствах[13][14].
- Московская белая — породная группа, полученная в Московской области при скрещивании пекинских уток и породы хаки-кемпбелл; по типу телосложения близки к пекинским, оперение белое, сохраняется в качестве генофонда[20][21].
- Русская подсадная — выведена в процессе одомашнивания и целенаправленного отбора кряквы, предназначена в качестве подсадной утки для приманивания диких на охоте; по типу телосложения мало отличима от крякв, проявляя в то же время большее разнообразие в оперении[22][23].

Породные группы Украинского института птицеводства
- Украинская серая — выведена из местных серых уток (при единичных скрещиваниях с селезнями кряквы), сохраняется в качестве генофондной популяции[6][28][29].
- Украинская глинистая — получена из глинистых особей, выщепившихся при разведении украинских серых уток, имеет ограниченное распространение, сохраняется в качестве резервного генофонда[6][30][31].
- Украинская белая — получена из белых особей, выщепившихся при разведении украинских серых уток, в дальнейшем отселекционированы более продуктивные линии (при единичных скрещиваниях с пекинскими); оперение белое[6][32][33].
- Чёрная белогрудая — создана путём скрещивания местных чёрных (чёрно-серых) белогрудых уток с чёрным белогрудым селезнем от скрещивания пекинских с хаки-кемпбелл, является генетическим резервом[6][34][35].

Основное поголовье птицы в крупных утководческих хозяйствах принадлежит пекинской породе, в то время как в мелких хозяйствах могут также разводить московских белых, украинских серых и белых, хаки-кемпбелл, индийских бегунов и мускусную утку.
По состоянию на 1 января 1990 года, в бывшем СССР имелись следующие отечественные породы и породные группы уток (как местные, так и отселекционированные):
- Зеркальная (малая численность).
- Московская белая (малая численность).
- Русская подсадная (малая численность).
- Украинская белая.
- Украинская глинистая (малая численность).
- Украинская серая.
- Чёрная белогрудая (малая численность).

В этот же период значительное поголовье составляли пекинская порода и её специализированные кроссы, а также мускусные утки и совсем небольшое — индийские бегуны.

### Разновидности мускусной утки
Существуют также породы домашних уток, не происходящие от кряквы. Часто выращиваются южноамериканские (мускусные) утки за то, что они менее шумные и у них менее жирное мясо, чем у крякв.

## Генетика
Классическая генетика
В работах по классической частной генетике уток, с помощью гибридологического анализа, определена генетическая структура некоторых утиных пород по локусам окраски оперения и других морфологических признаков, например:
- украинская серая породная группа содержит в своём генотипе гены (аллели) M+ (аутосомный доминантный ген дикой окраски), md (рецессивный аллель окраски даски — у некоторых особей), Li+ (аутосомный доминантный ген тёмной окраски), Y (аутосомный доминантный ген белой кожи), g (аутосомный рецессивный ген белой окраски скорлупы яиц);
- украинская глинистая — md (у некоторых особей), d (сцепленный с полом (локализованный на Z-хромосоме) рецессивный ген коричневого разбавления), Y, g;
- украинская белая — c (аутосомный рецессивный ген белой окраски оперения), Y, y+ (рецессивный аллель жёлтой кожи — у некоторых особей), g;
- чёрная белогрудая — E (аутосомный доминантный ген сплошной чёрной окраски), S (аутосомный доминантный ген белого нагрудника), w (аутосомный рецессивный ген белых маховых перьев), Y, g;
- пекинская порода — c и т. д.[39]

Молекулярная генетика
С целью обследования генетического разнообразия и филогенетического родства между породами и популяциями домашних уток проводят их генотипирование с помощью генетических маркеров — случайно амплифицируемой полиморфной ДНК (RAPD) и микросателлитов.